# Michel Capmal
Michel Capmal est un poète français né en 1948 à Saint-Jean-de-Fos dans l'Hérault. Il vit à Paris depuis une trentaine d'années. Considérant cet éloignement comme un "exil" fécond, il reste lié à sa manière avec cette haute vallée de l'Hérault et tout le pays environnant. Dès l'adolescence, la poésie et la philosophie l'accompagnent dans ses interrogations et son apprentissage de la vie et de la ville, tandis qu'il ne cesse d'approfondir une ouverture spirituelle vers le monde. La majeure partie de ses écrits est encore méconnue, même s'il donne de temps à autre quelques textes dans des revues littéraires, et a publié trois livres. En juillet 2011, il était l'invité du festival international de poésie Voix Vives de Sète.

## Livres et recueils
- L'Etoile au front, (sous le pseudonyme de Aurélien Montségur), 1981.
- Les interstices sont innombrables, Les Cahiers de Garlaban, 1997.
- Nous avons perdu les hautes terres, le chemin brûlé  (ISBN 978-2-9535654-0-9), 2010.

## Textes
- Le symbole et son double, Revue Vocatif,  (ISSN 2270-5635), 2016.
- Un fugueur dans la Cité-Vortex, Revue Vocatif, 2018.

## Anthologies
- Tome 5 des Visages de poésie de Jacques Basse, Éditions Rafael de Surtis, 2011.
- Voix Vives, de Méditerranée en Méditerranée, Éditions Bruno Doucey, 2011.

## Pour approfondir